# Aminopyrimidine aminohydrolase
L'aminopyrimidine-aminohydrolase est une enzyme qui catalyse les réactions :
1. 4-amino-5-aminométhyl-2-méthylpyrimidine + H2O  {\displaystyle \rightleftharpoons }  4-amino-5-hydroxyméthyl-2-méthylpyrimidine + NH3 ;
2. 4-amino-5-hydroxyméthyl-2-méthylpyrimidine + 5-(2-hydroxyéthyl)-4-méthylthiazole  {\displaystyle \rightleftharpoons }  thiamine + H2O.

Cette enzyme, autrefois appelée « thiaminase II », intervient davantage dans la régénération de la thiamine à partir de ses produits de dégradation que dans la dégradation proprement de dite de la thiamine, contrairement à la thiaminase. 